# Galiteuthis suhmi
Galiteuthis suhmi är en bläckfiskart som först beskrevs av William Evans Hoyle 1886.  Galiteuthis suhmi ingår i släktet Galiteuthis och familjen Cranchiidae. Inga underarter finns listade i Catalogue of Life.